# Golenki
Golenki (en rus: Голенки) és un poble de l'óblast d'Omsk, a Rússia, que en el cens del 2010 tenia 389 habitants. Pertany al districte rural de Mariànovka.